# تران فان هاي
تران فان هاي (بالفيتنامية: Trần Văn Hai)‏ هو عسكري فيتنامي، ولد في 1925 في Gò Công ‏ في فيتنام، وتوفي في 1 مايو 1975.